# نكات أمريكي
نكات أمريكي (الاسم العلمي:Recurvirostra americana) هو نوع من الطيور يتبع جنس النكات من الفصيلة النكاتيات.

## صور

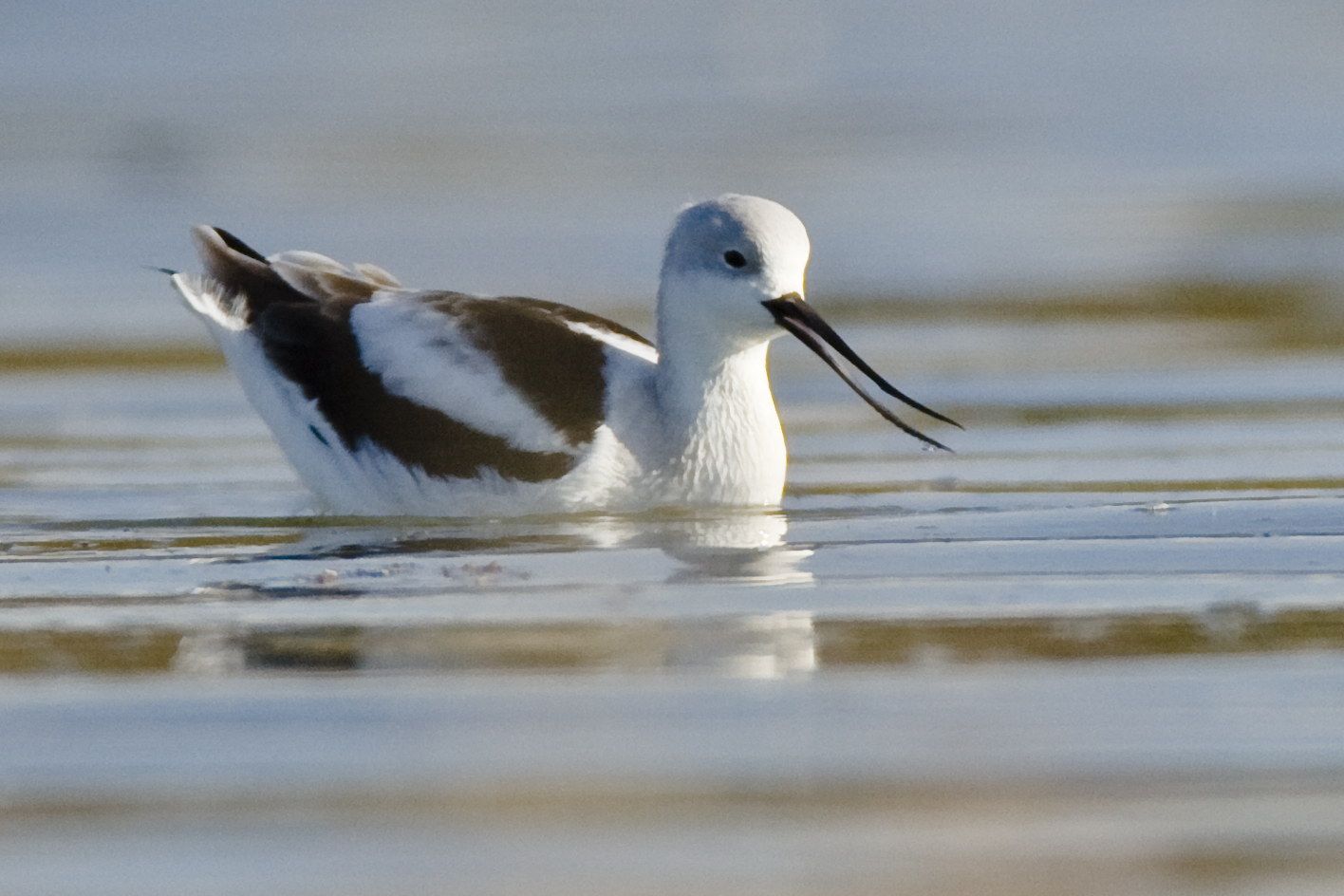
Winter plumage
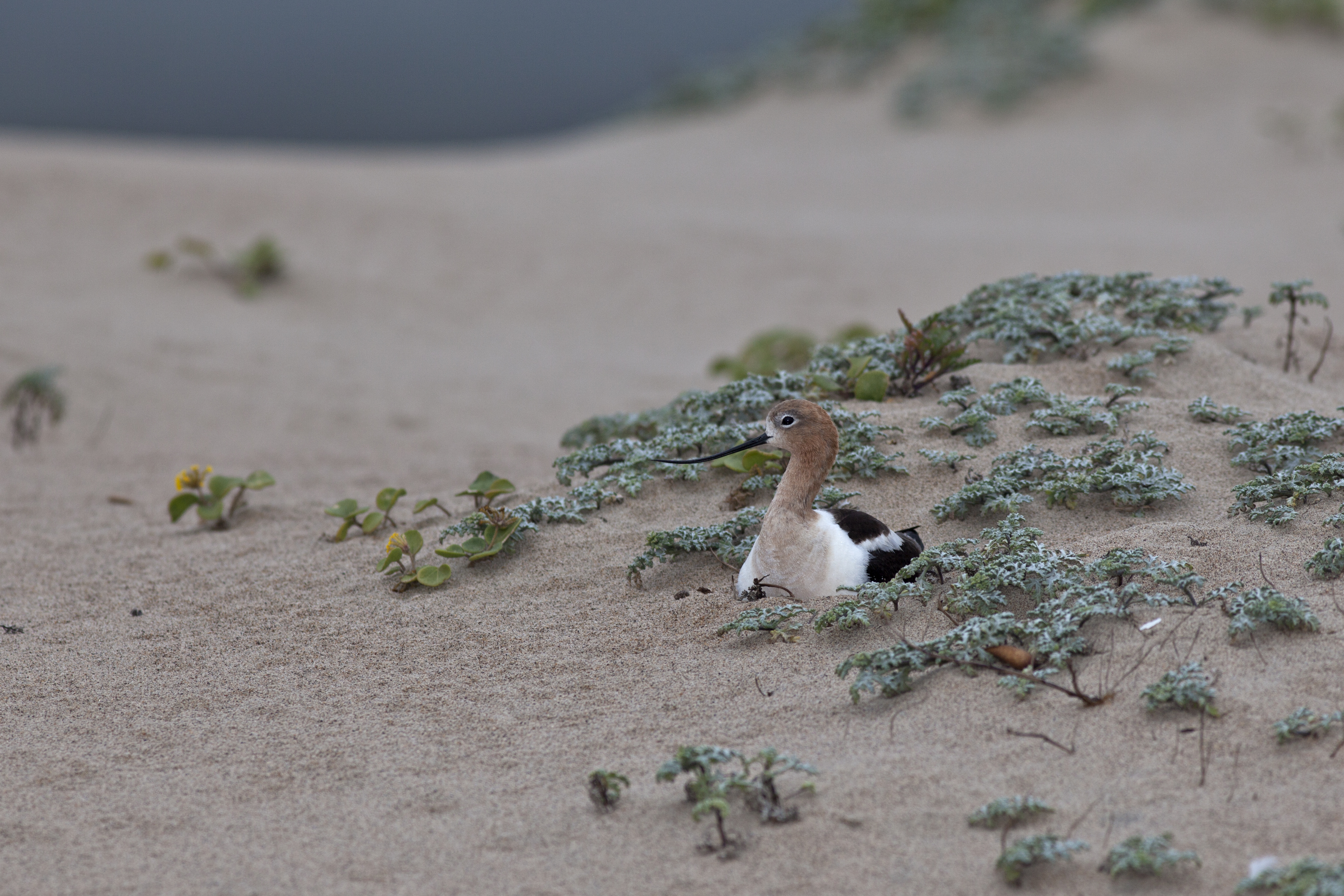
التعشيش
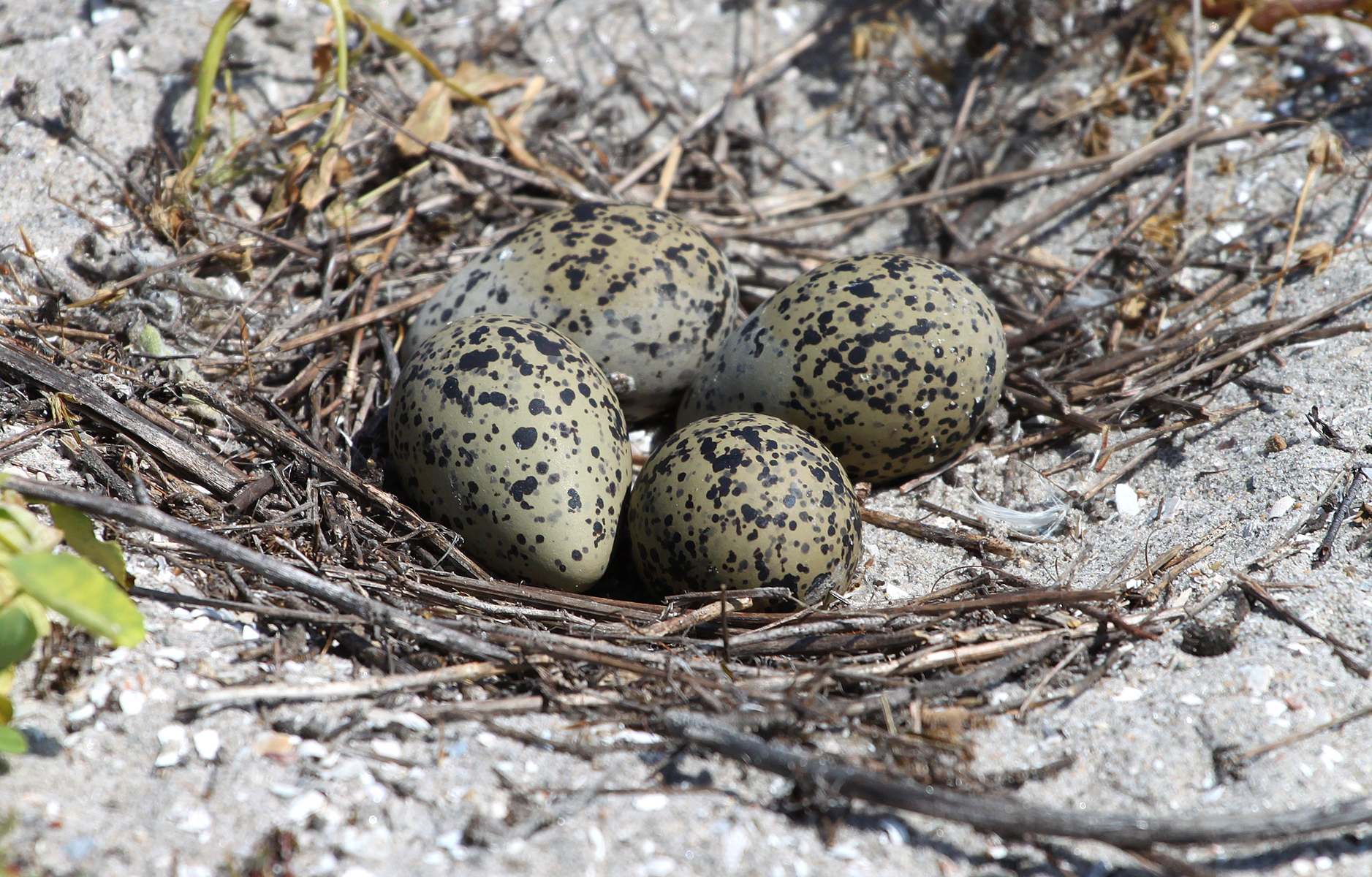
العش مع البيض
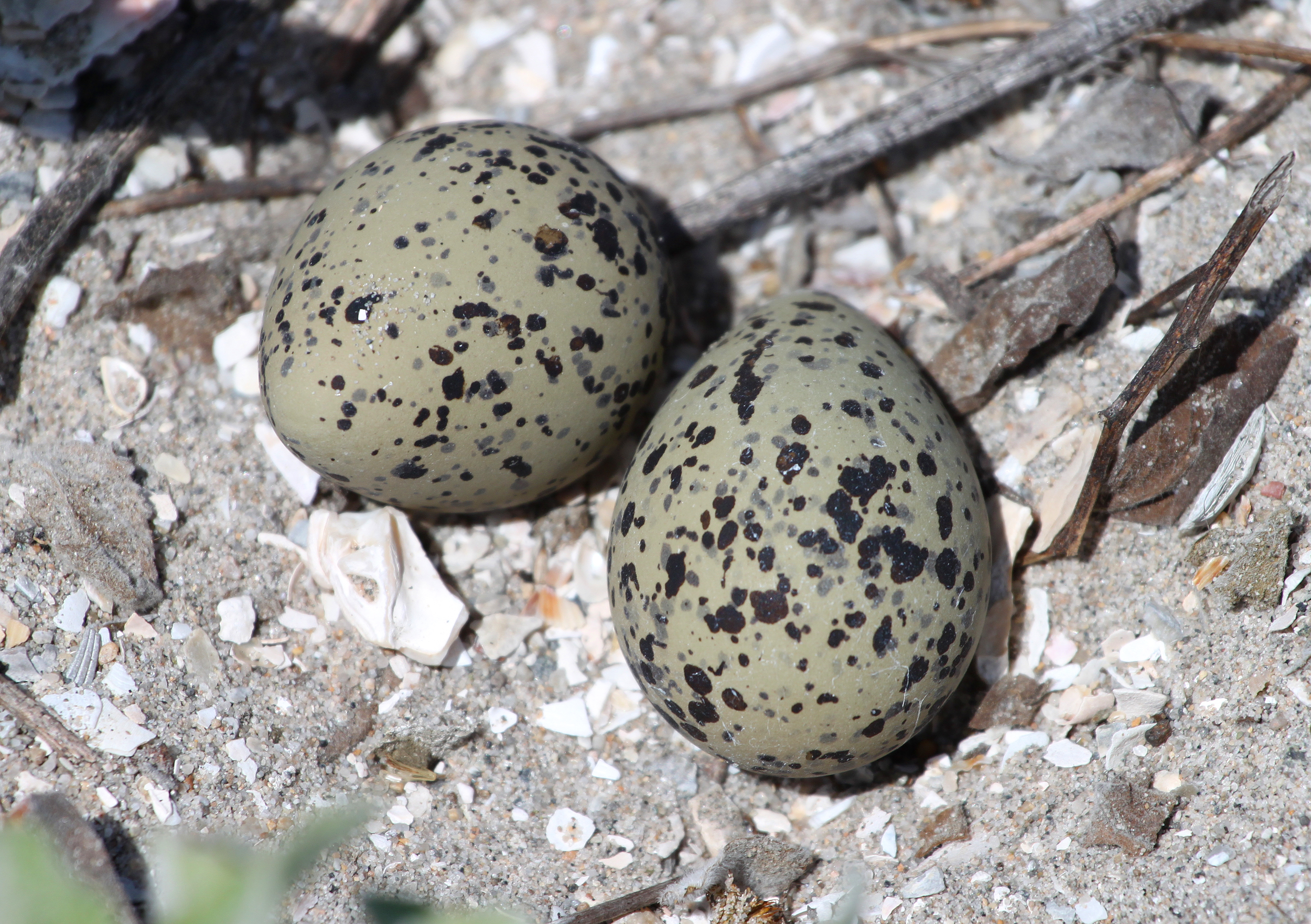
لبيض
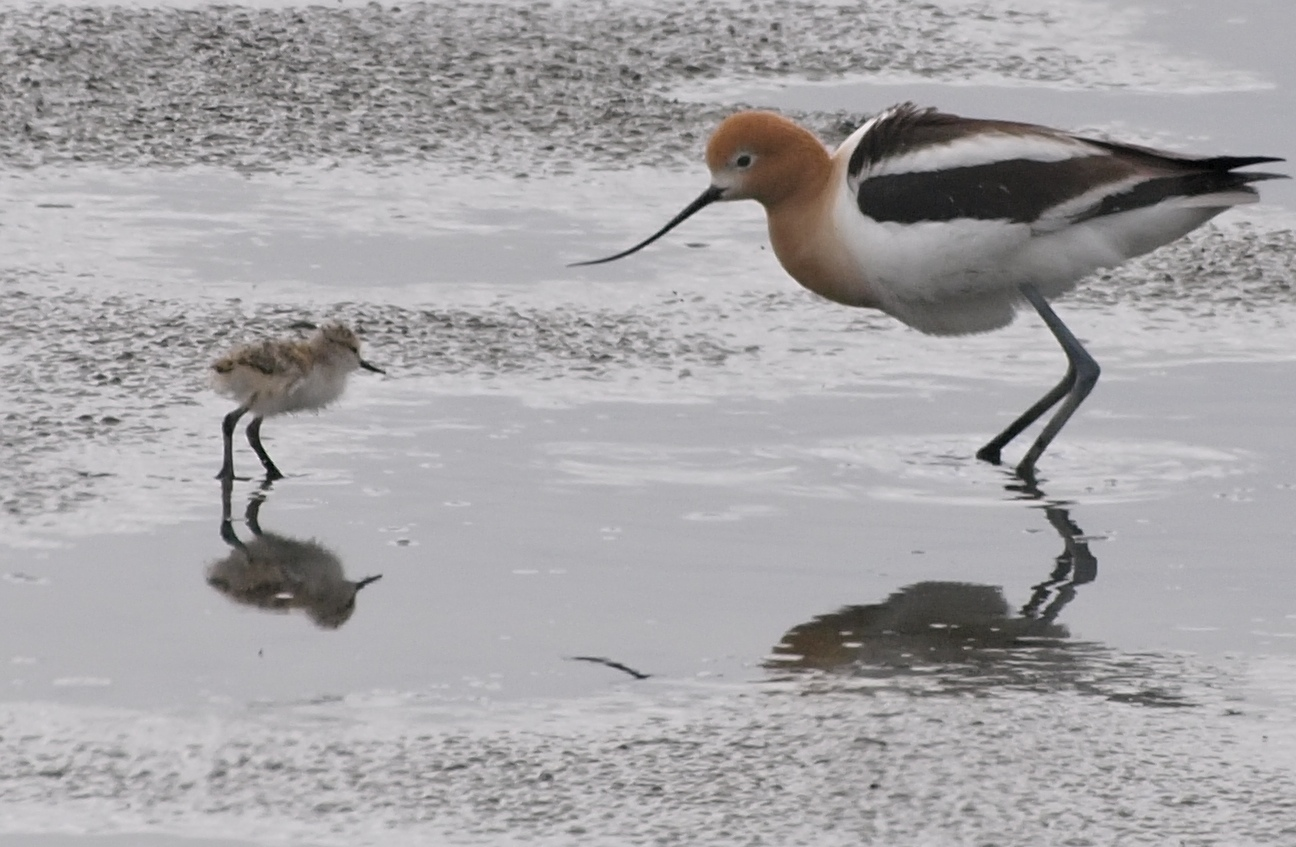
طائر مع صغاره
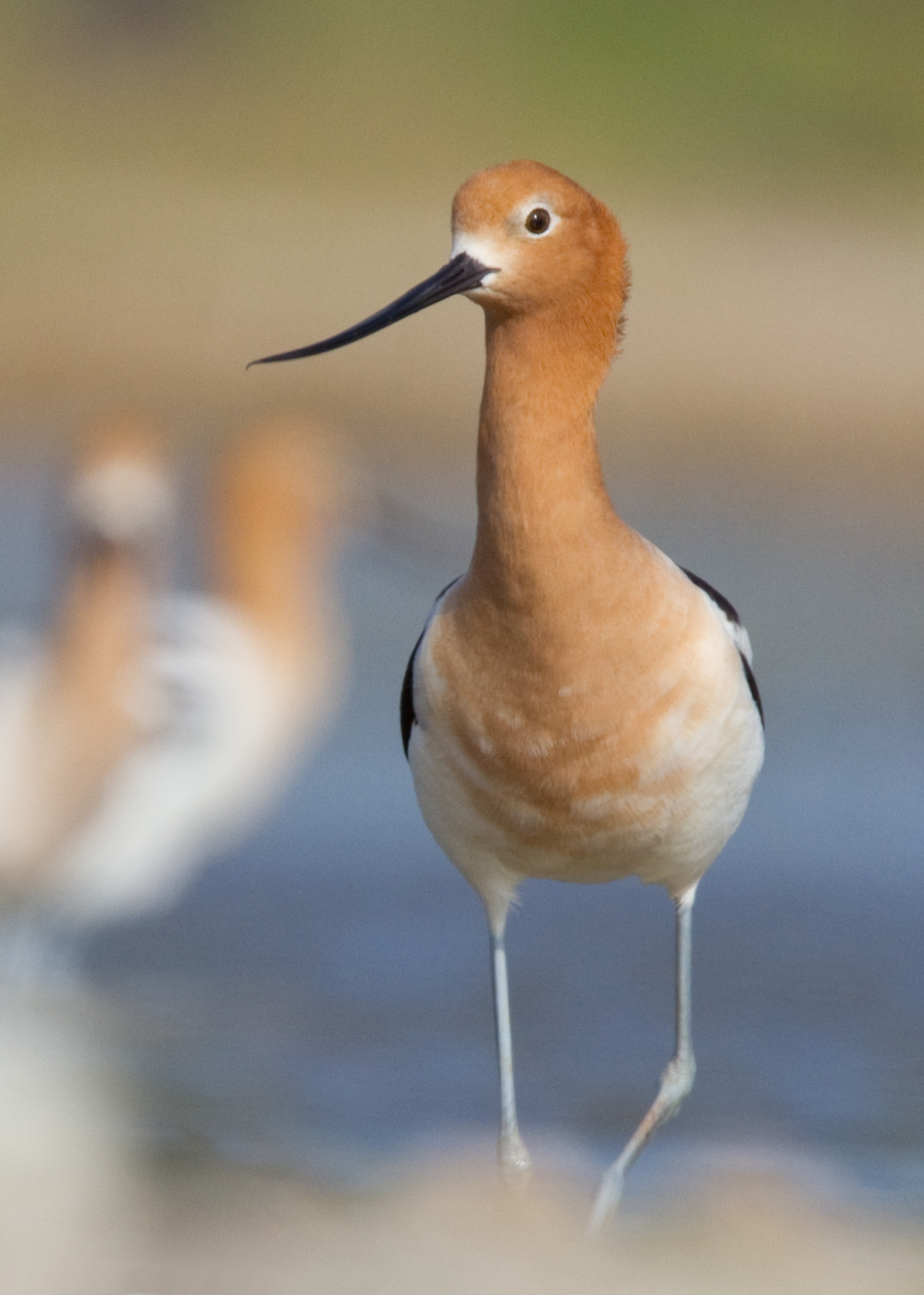
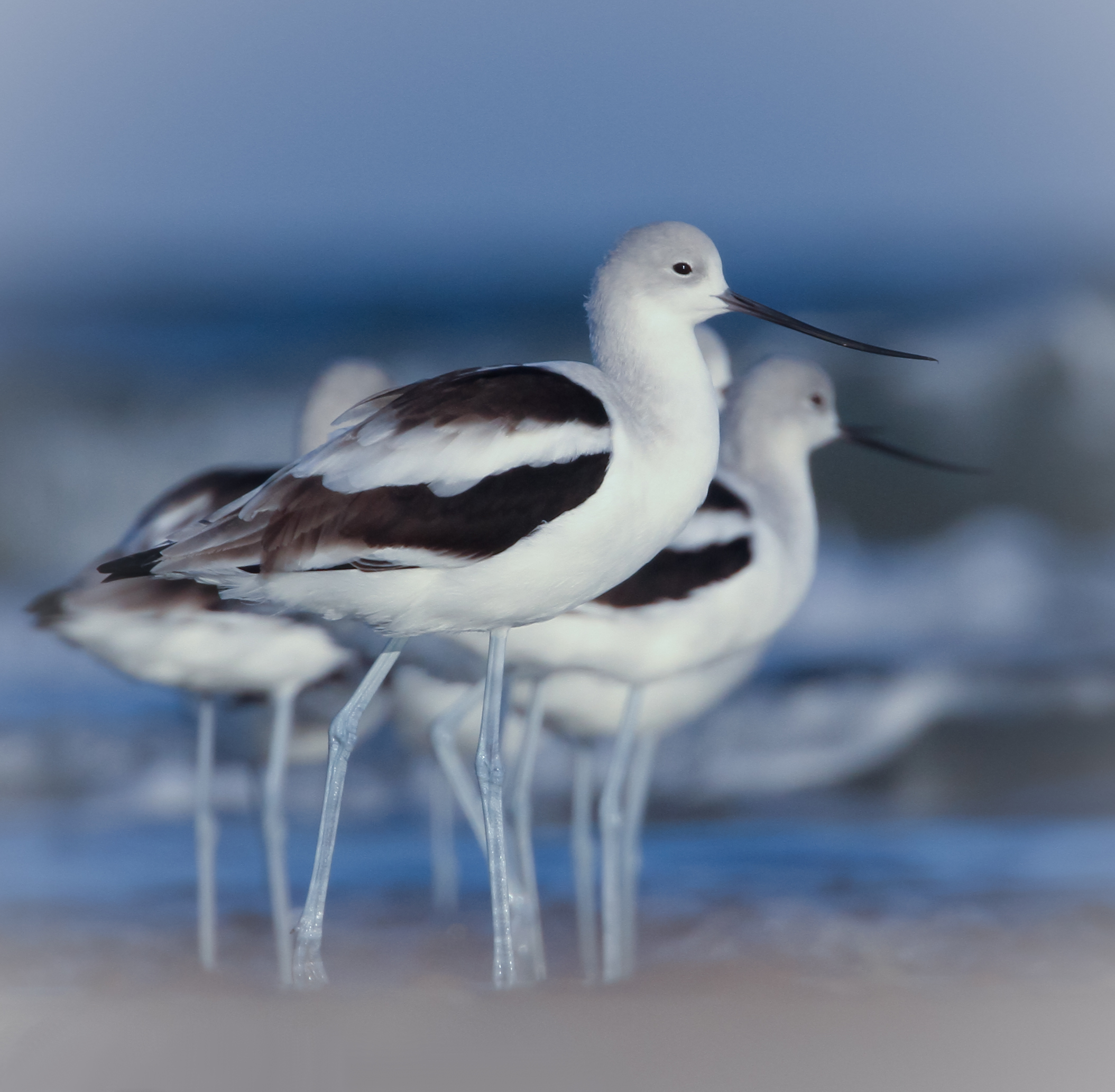